# キミとDance Dance Dance/MY LADY 〜冬の恋人〜
「キミとDance Dance Dance／MY LADY 〜冬の恋人〜」（きみとダンス・ダンス・ダンス／マイ・レディ ふゆのこいびと）は、BOYFRIENDの日本での2枚目のシングル。

## 解説
BOYFRIEND初の両A面シングル。「キミとDance Dance Dance」はポップなパーティー・ソングでカラフルな衣装を着たビジュアルに、「MY LADY ～冬の恋人～」はミディアム・テンポのロマンティックな雰囲気漂うウィンター・ソングで黒いフォーマルなジャケットを着こなしたビジュアルになっている。

## 収録曲

### 初回盤A
1. キミとDance Dance Dance
作詞：La Terre　作曲：K&K Factory　編曲：naniwa technophilia
2. MY LADY ～冬の恋人～
作詞：Boy-Boy・SONG SOO YOON　作曲：HAN JAE HO・KIM SEUNG SOO・G-High・LEE JOO HYOUNG
編曲：HAN JAE HO・KIM SEUNG SOO・G-High・LEE JOO HYOUNG・HONG SEUNG HYUN
3. キミとDance Dance Dance (Instrumental)

### 初回盤B
1. MY LADY ～冬の恋人～
2. キミとDance Dance Dance
3. MY LADY ～冬の恋人～ (Instrumental)

### ローソンHMV限定盤
1. MY LADY ～冬の恋人～
2. キミとDance Dance Dance
3. MY LADY ～冬の恋人～ (Instrumental)
4. キミとDance Dance Dance(Instrumental)

### 通常盤
1. キミとDance Dance Dance
2. MY LADY ～冬の恋人～
3. キミとDance Dance Dance (Instrumental)
4. MY LADY ～冬の恋人～ (Instrumental)

## タイアップ
1. キミとDance Dance Dance
日本テレビ「東京エトワール音楽院」11-12月エンディングテーマ（毎週木曜日24:38～）
THE KISS「十人十色のラブストーリー」TVCMソング
「MUSIC LAUNCHER」11月度オープニングテーマ
テレビ金沢 11月度「となりのテレ金ちゃん」「花のテレ金ちゃん」 エンディングテーマ
2. MY LADY ～冬の恋人～
デジタル ウインター イルミネーション「東京ジョイポリス×BOYFRIEND～冬の恋人～」
「MUSIC LAUNCHER」11月度エンディングテーマ
テレビ金沢 12月度「となりのテレ金ちゃん」「花のテレ金ちゃん」 エンディングテーマ